# Ned Flanders
Nedward "Ned" Flanders is een personage uit de animatieserie The Simpsons. Hij wordt ingesproken door Harry Shearer.
Flanders en zijn gezin zijn de buren van de familie Simpson. Ned is een sterke aanhanger van het christelijke geloof, en wordt gezien als een steunpilaar van de gemeente van Springfield. Sinds de aflevering "Alone Again, Natura-Diddily" is hij een weduwnaar.
Ned was een van de eerste personages van buiten de Simpson-familie die in de serie te zien was. Het personage is vernoemd naar NW Flanders St. in Portland, Oregon, de thuisstad van Simpsons-bedenker Matt Groening.

## Biografie
Ned werd opgevoed in New York door twee beatniks. Neds vader leek precies op zijn zoon. Hun continue weigering hem discipline bij te brengen, maakte van Ned een onhandelbaar kind. Hij werd uiteindelijk ingeschreven voor een acht maanden durend billenkoektherapieprogramma, wat hem zijn woede leerde beheersen. Dit maakte wel dat Ned een enorme haat koestert jegens zijn ouders, een van de enige twee dingen in het leven die hij werkelijk haat (het andere is het postkantoor). Het is niet precies bekend hoe Ned hierna zo over-religieus is geworden.
Ned heeft de oude gewoonte om de woorden "diddly", "doodly" en andere nietszeggende woorden te gebruiken in zijn zinnen als hij gefrustreerd is. Een bekend voorbeeld is zijn begroeting "Hi-diddly-ho, neighbor-ino".
Ned heeft een zus die in Capital City woont. Hij noemde haar enkel even in When Flanders Failed.
Ned is afgestudeerd aan de Oral Roberts University. Hij heeft blijkbaar ook een tijdje op de Arizona State University gezeten, daar hij op de hoogte was van de toelatingseisen daar. Op een onbekend moment voor of na zijn studie ontmoette en trouwde Ned met Maude, die net als hij zeer religieus was. Samen kregen ze ook twee kinderen, Rod en Todd. Maude kwam om in de aflevering "Alone Again, Natura-Diddily" door een bizar T-shirtkanonongeluk. Sinds haar dood heeft Ned driemaal een relatie gehad: een keer met een christelijke rockzangeres genaamd Rachel Jordan, en eenmaal met een filmster genaamd Sara Sloane. Ook is hij een keer in Las Vegas getrouwd, met de roodharige Ginger. Lang heeft dit huwelijk niet geduurd. In seizoen 22 wordt hij een koppel met Edna Krabappel. Deze beslissing werd genomen door de kijkers na een poll op de "The Simpsons"- website. In seizoen 23 trouwen ze.
In de eerste jaren van de serie beroofde Homer Ned geregeld van dure spullen door ze "te lenen". Wel hield hij Ned te vriend, vooral omdat Neds familie, baan, zelfdiscipline en gezondheid vele malen groter waren dan wat Homer ooit zou bereiken. Diep van binnen lijkt Homer wel om Neds welzijn te geven. Na Maude's dood maakte Homer bijvoorbeeld een reclamevideo over Ned in de hoop een nieuwe vrouw voor hem te vinden.
In de aflevering "Viva Ned Flanders" blijkt Ned al 60 jaar te zijn. Hij ziet er echter jonger uit aangezien hij "zich nooit te buiten ging". Vanaf de aflevering "The Ned-Liest Catch" kreeg hij een relatie met Edna Krabappel, welke in de aflevering "Ned 'n Edna's Blend" resulteerde in hun huwelijk.

## Huis
Ned is de eigenaar van het huis dat rechts van het huis van de Simpsons staat. Het adres van dit huis wordt afwisselend gegeven als 740 en 738 Evergreen Terrace. De deurbel van zijn huis klinkt als "Kumbaya" of "Onward Christian Soldiers". Elke kamer in het huis heeft wel een of meer religieuze afbeeldingen en foto’s van Maude.
De achtertuin van het huis bevat een tuin, patio en barbecue. Vaak is ook een grote schuilkelder in de tuin te zien.

## Het Leftorium
Ned besloot ooit zijn baan op te geven en een eigen winkel te openen. Deze winkel, genaamd het Leftorium, is geheel gespecialiseerd in producten voor linkshandige mensen. Alle producten in de winkel zijn in feite alledaagse dingen, die zo zijn gemaakt dat ze beter aansluiten op een linkshandig persoon.
Het Leftorium werd geopend in het derde seizoen in de aflevering When Flanders Failed. De zaak heeft concurrentie van Leftopolis en Left-Mart.

## Uiterlijk en stem
Op het eerste gezicht lijkt Ned een wat sullige figuur vanwege zijn snor en bril en eeuwige trui met een witte hemd. Maar hij blijkt een zeer gespierd lichaam te hebben. Dat werd een keer getoond toen hij in bad zat.
Als Ned Flanders gilt van opwinding of angst, klinkt hij net als een vrouw. Bart Simpson hoorde een keer een vrouw gillen bij de buren en keek met zijn telescoop. Hij dacht dat de buurman een vrouw vermoord had, maar later bekent Ned dat hij gegild had van opwinding. Ook toen Marge Simpson een behekst huis aan de Flanders had verkocht, gilde Ned van opwinding.

## Geloof
Ned is zwaar religieus, soms behoorlijk verlegen en anderen spannen hem makkelijk voor hun karretje. Hij is vaak ook onzeker.
Ned is geobsedeerd door het volgen van de Bijbel en alle richtlijnen die erin staan.
Neds zonen zijn opgevoed in het strikte klimaat van christelijke moraliteit. Ned gelooft niet in verzekeringen daar ze volgens hem een vorm van gokken zijn. Ook dobbelspelletjes ziet hij als iets slechts.
Ned is af en toe wel bereid te vechten voor waar hij in gelooft, vooral als hij het opneemt tegen iemand die net zo sterk in iets gelooft als hij.
In zowel normale afleveringen als halloween afleveringen is Ned geregeld gebruikt om God en ook de duivel te vertegenwoordigen.